# Tom Dice
Tom Dice, pseudônimo de Tom Eeckhout (Eeklo, 25 de novembro de 1989), é um cantor belga.

## Participação no Concurso X Factor
Tom Dice, em 2008, participou num concurso originalmente britânico, que foi adaptado para o neerlândes, o X Factor. Foi muito bem sucedido no concurso, conseguindo ficar em segundo lugar.

## Festival Eurovisão da Canção
Dice foi escolhido internamente, a 24 de Novembro de 2009 pela televisão Belga, para representar o país no Festival Eurovisão da Canção 2010, concurso onde conseguiu o sexto lugar com a música Me and My Guitar, composta por si mesmo.

## Teardrops
Tom lançou recentemente o seu primeiro álbum, Teardrops, que contêm a versão acústica da música Bleeding Love de Leona Lewis, assim como muitas outras. Neste álbum, Dice, apresenta os géneros Pop, Rock e Acústico. Espera-se que este álbum venha a ser um sucesso pela Bélgica.
Teardrops
- Start Without Ending
- Me And My Guitar, música que levou ao Festival da Eurovisão da Canção 2010 em Oslo
- Lucy
- Too Late
- A Soldier For His Contry
- Carrying Our Burden
- Murderer
- Why, talvez o um dos maiores sucessos do álbum
- Forbbiden Love
- Always and Forever
- Broken
- Miss Perfect
- Bleeding Love (original de Leona Lewis)